# Oudoulaï
Oudoulaï est un village camerounais de la région de l'Est.
Il se situe dans le département de Lom-et-Djérem et dépend de la commune de Bétaré-Oya et du canton de Laï. 
Il ne faut pas le confondre avec le village Oudou-laï situé lui dans le canton voisin de Yayoué. On le trouve aussi sous l'orthographe Oudou comme son homonyme Oudou-laï.

## Population
D'après le recensement de 2005 le village comptait cette année-là 722 habitants. 

## Infrastructures
En 2011, le plan communal de développement de Bétaré-Oya prévoyait la construction à Oudoulaï d'une aire de séchage du manioc, ainsi que de trois forages d'eau, de deux puits d'eau et l'électrification du village. 